# Visuvasam Selvaraj
Visuvasam Selvaraj (ur. 4 stycznia 1966 w Raja Annamalaipuram) – indyjski duchowny katolicki, biskup Port Blair od 2021.

## Życiorys

### Prezbiterat
Święcenia kapłańskie otrzymał 8 maja 1994 i został inkardynowany do diecezji Port Blair. Pracował głównie jako duszpasterz parafialny, był także m.in. diecezjalnym prokuratorem, wikariuszem sądowym, wikariuszem generalnym oraz tymczasowym administratorem diecezji.

### Episkopat
29 czerwca 2021 papież Franciszek mianował go biskupem diecezji Port Blair. Sakry udzielił mu 21 sierpnia 2021 biskup Aleixo das Neves Dias.